# جون أ. بارني
جون أ. بارني هو شخصية أعمال وسياسي أمريكي، ولد في 14 يونيو 1840، وتوفي في 19 مايو 1911. انتخب عضو جمعية ولاية ويسكونسن ‏.